# La mia hit
La mia hit è un singolo del rapper italiano J-Ax, pubblicato il 10 gennaio 2020 come terzo estratto dal sesto album in studio ReAle.

## Descrizione
Il singolo ha visto la collaborazione del cantautore Max Pezzali e rappresenta una dedica d'amore realizzata in maniera leggera ma senza risultare scontata; l'amore alla donna amata è così grande da risultare più forte dei successi passati ma anche delle hit del momento, alle quali viene paragonato.

## Video musicale
Il video, pubblicato il 15 gennaio 2020, rappresenta un omaggio alle varie hit italiane dell'estate 2019 e in esso hanno preso parte i relativi protagonisti con i loro set: Elodie e Marracash (con Margarita), Takagi & Ketra e Giusy Ferreri (con Jambo), Baby K (con Playa), Elisa (con Vivere tutte le vite), Fred De Palma (con Una volta ancora), Boomdabash e Alessandra Amoroso (con Mambo salentino), Rocco Hunt (con Ti volevo dedicare) e Benji & Fede (con Dove e quando).

## Tracce
1. La mia hit (feat. Max Pezzali) – 3:32

## Successo commerciale
La mia hit ha debuttato nella top 20 della Top Singoli italiana e al termine dell'anno è risultato essere l'80º brano più trasmesso dalle radio.

## Classifiche
| Classifica (2020) | Posizione massima |
| ----------------- | ----------------- |
| Italia            | 19                |